# Indische varaan
De Indische varaan of ook wel watervaraan (Varanus salvator) is een hagedis uit de familie varanen.
De varaan is een van de grootste hagedissen ter wereld en heeft tevens een enorm verspreidingsgebied. De hagedis komt voor in delen van Azië en leeft in uiteenlopende biotopen. De Indische varaan is sterk aan water gebonden.

## Uiterlijke kenmerken
Het gemiddelde volwassen exemplaar is zo'n 1,5 meter lang, waarbij het mannetje meestal groter en zwaarder is dan het vrouwtje. Het mannetje van de Indische varaan kan tot maximaal 3 meter lang worden inclusief de staart. Daarmee is het een van de grootste hagedissoorten ter wereld.
De varaan is meestal donkerbruin tot zwart van kleur met gele plekken aan de onderkant. Deze gele plekken vervagen naarmate het dier ouder wordt. De verschillende ondersoorten hebben een enigszins afwijkend kleurpatroon. De varaan heeft een lange nek, met een grote spitse kop. De schubben aan de kop zijn groot op het midden maar zijn klein en voorzien van een opstaande kiel aan de achterzijde. De neusgaten zijn relatief ver naar voren geplaatst. De staart is zijwaarts afgeplat en is voorzien van een opstaande kiel. Deze aanpassing dient om beter te kunnen zwemmen. De poten zijn groot en krachtig zodat de varaan snel kan rennen en tevens een zeer goede graver is.

## Verspreiding en habitat
De Indische varaan komt voor in grote delen van Azië en leeft in de landen Bangladesh, Cambodja, China, Filipijnen, India, Indonesië, Laos, Maleisië, Myanmar, Nieuw-Guinea, Singapore, Sri Lanka, Thailand en Vietnam. In de tabel onderaan wordt per ondersoort aangegeven waar ze te vinden zijn.
De habitat is zeer variabel en kan bestaan uit bossen, graslanden en drogere gebieden zoals steppen. De varaan heeft een grote behoefte aan oppervlaktewater om in te rusten en te schuilen. Ook wordt er in het water gejaagd. Het is een goede zwemmer en dit verklaart waarschijnlijk het grote verspreidingsgebied. De hagedis leeft altijd in de buurt van rivieren, moerassen, kanalen en in mangrovegebieden. Vooral rivierbanken worden veel gebruikt als leefgebied. Ook in door de mens aangepaste streken zoals plantages van rijst en palmolie is de soort te vinden. Zelfs in verstedelijkte gebieden kan de varaan worden aangetroffen, zolang er maar met water gevulde kanalen zijn.

## Levenswijze
De varaan rust en schuilt in zelfgegraven tunnels in de grond. Deze tunnels hebben een gemiddelde lengte van meer dan negen meter en aan het eind van de gang is een brede kamer met een waterpoeltje gelegen. Wanneer de varaan uit de buurt van zijn hol is en wordt bedreigd, vlucht het in een boom.
De varaan kan in gevangenschap zeer tam worden en wennen aan mensen.

## Voedsel

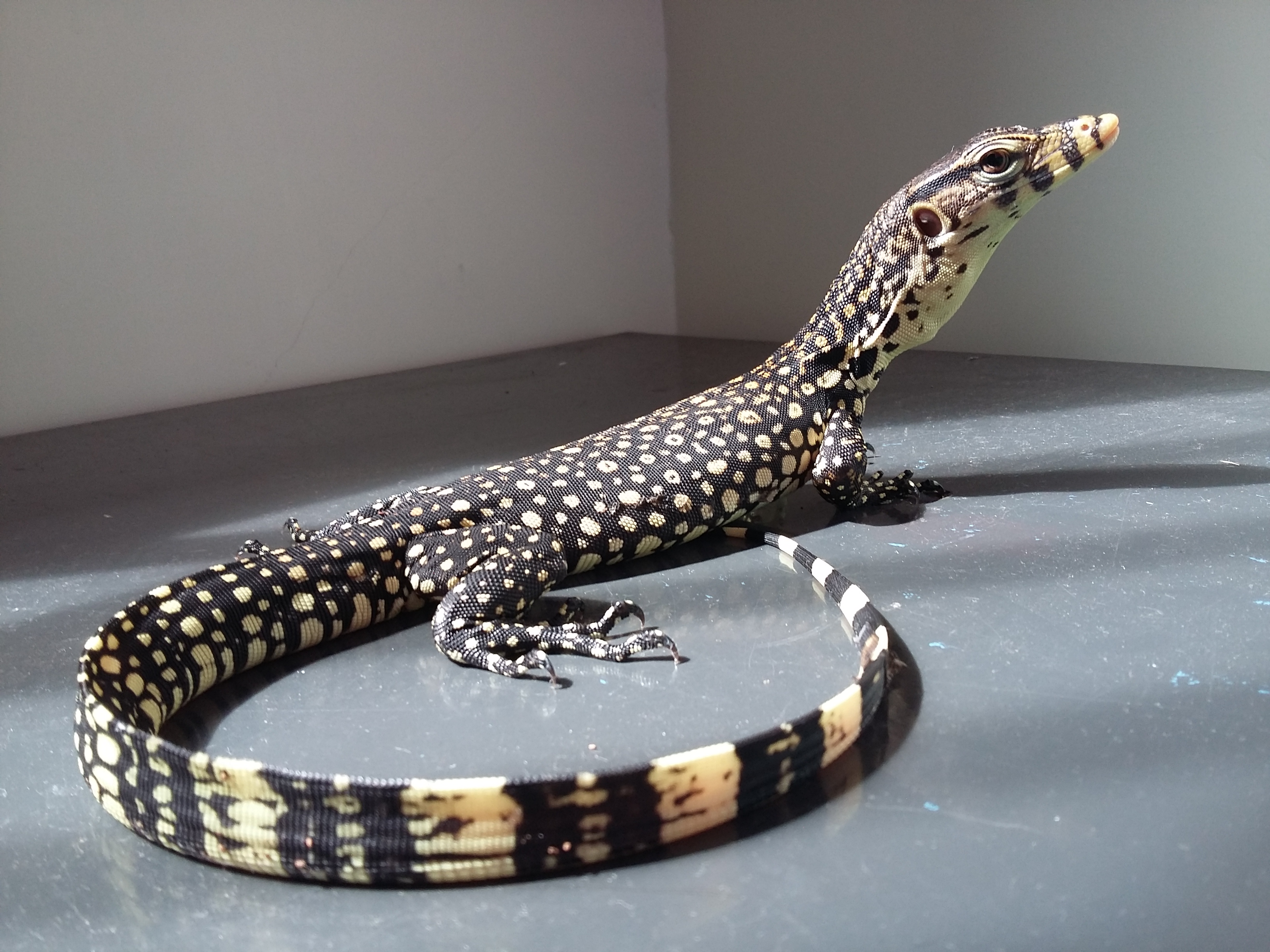
Een juveniel exemplaar.

De Indische varaan is een carnivoor en niet erg kieskeurig wat betreft zijn prooi. De meest voorkomende prooien van de Indische varaan zijn vogels, kleine zoogdieren zoals ratten en muizen, vissen, hagedissen, kikkers, slangen, kleine krokodillen en schildpadden. Van de Indische varaan is bekend dat relatief grote prooidieren kunnen worden verorberd. Een exemplaar met een lengte van 120 centimeter is in staat om een slang van 130 cm te verschalken en van een varaan met een lengte van twee meter is waargenomen dat een schildpad met een schildoppervlak van 16 bij 10,5 centimeter is doorgeslikt.
Daarnaast wordt ook aas gegeten. Er zijn zelfs gevallen bekend van varanen die menselijke resten opgroeven en vervolgens opaten. De varaan jaagt veel in het water, en kan bij de jacht in het water tot wel 30 minuten onder water blijven.

## Voortplanting en ontwikkeling
De varaan paart meestal in de periode april tot oktober. Hoe groter het vrouwtje is des te meer eieren er gelegd worden. Deze worden normaal gesproken tussen rottend hout of in een holletje langs de rivieroever afgezet. Afhankelijk van de temperatuur komen de eieren dan na 2,5 tot 10 maanden uit. Een vrouwelijke Indische varaan is volwassen als ze zo'n 0,5 tot 1,2 meter lang is, mannetjes worden volwassen bij een lengte van 1 tot 1,3 meter. De varaan is ongeveer twee jaar als de volwassenheid wordt bereikt.
De Indische varaan kan in gevangenschap een leeftijd bereiken van meer dan tien jaar.

## Naam en indeling
De wetenschappelijke naam van de soort werd voor het eerst voorgesteld door Josephus Nicolaus Laurenti in 1768. Oorspronkelijk werd de wetenschappelijke naam Stellio salvator gebruikt. De Indische varaan werd later tot de geslachten Tupinambis, Monitor (niet meer erkend), en Hydrosaurus gerekend.

### Ondersoorten

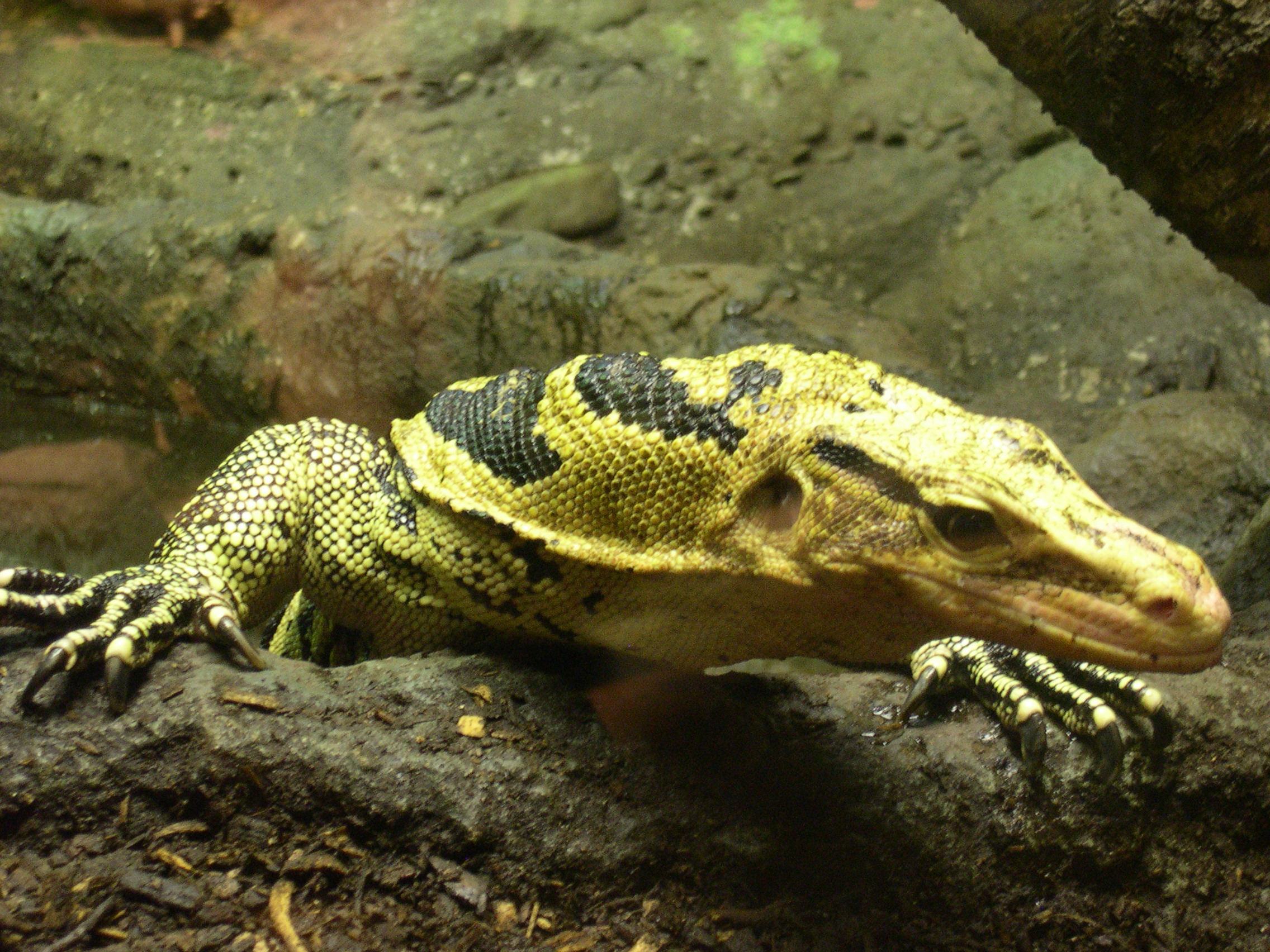
Varanus salvator cumingi wordt tegenwoordig als een aparte soort beschouwd: Varanus cumingi.

Van de Indische varaan zijn verschillende ondersoorten bekend, lange tijd werden acht verschillende ondersoorten onderscheiden. Vier voormalige ondersoorten worden sinds 2007 echter als aparte soorten beschouwd. Het betreft Varanus cumingi, Varanus marmoratus, Varanus nuchalis en Varanus togianus. De ondersoort Varanus salvator komaini bleek na onderzoek al eerder beschreven te zijn onder de naam Varanus salvator macromaculatus en deze laatste naam wordt tegenwoordig gebruikt voor deze variatie. De ondersoort Varanus salvator ziegleri is pas in 2010 voor het eerst wetenschappelijk beschreven.
Door al deze veranderingen worden in de bronnen -afhankelijk van de publicatiedatum- verschillende aantallen ondersoorten vermeld. De huidige ondersoorten (2019) zijn weergegeven in de onderstaande tabel, inclusief de auteur en het verspreidingsgebied.
| Naam                            | Auteur             | Verspreidingsgebied                                                                          |
| ------------------------------- | ------------------ | -------------------------------------------------------------------------------------------- |
| Varanus salvator adamanensis    | Deraniyagala, 1944 | Komt voor op de Andamanen.                                                                   |
| Varanus salvator bivittatus     | Kuhl, 1820         | Komt voor op Java, Bali, Lombok, Soembawa, Flores, Ombai, Wetar en enkele naburige eilanden. |
| Varanus salvator macromaculatus | Deraniyagala, 1944 | Komt voor in Thailand.                                                                       |
| Varanus salvator salvator       | Laurenti, 1768     | Komt voor in alle genoemde gebieden en landen, met uitzondering van de Andamanen.            |
| Varanus salvator ziegleri       | Koch & Böhme, 2010 | Komt voor in Indonesië, alleen op het Molukse eiland Obi.                                    |